# Vanamõisa (Hiiumaa)
Koordinaten: 58° 45′ N, 22° 30′ O
Vanamõisa ist ein Dorf (estnisch küla) in der Landgemeinde Hiiumaa (bis 2017: Landgemeinde Emmaste). Es liegt auf der zweitgrößten estnischen Insel Hiiumaa (deutsch Dagö).
Vanamõisa hat neun Einwohner (Stand 31. Dezember 2011). Der Ort liegt nahe der Ostseeküste.

## Schutzgebiet in der Bucht von Vanamõisa
Die Bucht von Vanamõisa (Vanamõisa laht) ist seit 2005 als Schutzgebiet ausgewiesen. Ihr Aquatorium umfasst eine Fläche von 1482 Hektar.
Neben dem Erhalt der Flora im Küstenbereich und auf den kleinen Inseln der Bucht dient das Schutzgebiet als Rückzugsraum für Vogelarten wie Krickente, Graugans, Steinwälzer, Weißwangengans, Sandregenpfeifer, Seeadler und Rotschenkel.